# D'Brickashaw Ferguson
Pour les articles homonymes, voir Ferguson.
(en) Statistiques sur pro-football-reference
D'Brickashaw Montgomery Ferguson, né le 10 décembre 1983 à New York, est un joueur américain de football américain évoluant au poste d'offensive tackle.
Il étudie à l'université de Virginie et joue alors pour les Cavaliers de la Virginie.
Il est sélectionné à la 4e place de la Draft 2006 par les Jets de New York, pour remplacer à terme Jason Fabini (en). Il est sélectionné trois fois au Pro Bowl (2009, 2010, 2011).
Le quartier d'origine de Ferguson, Freeport, a baptisé secondairement la rue South Ocean Avenue en son nom en septembre 2009.

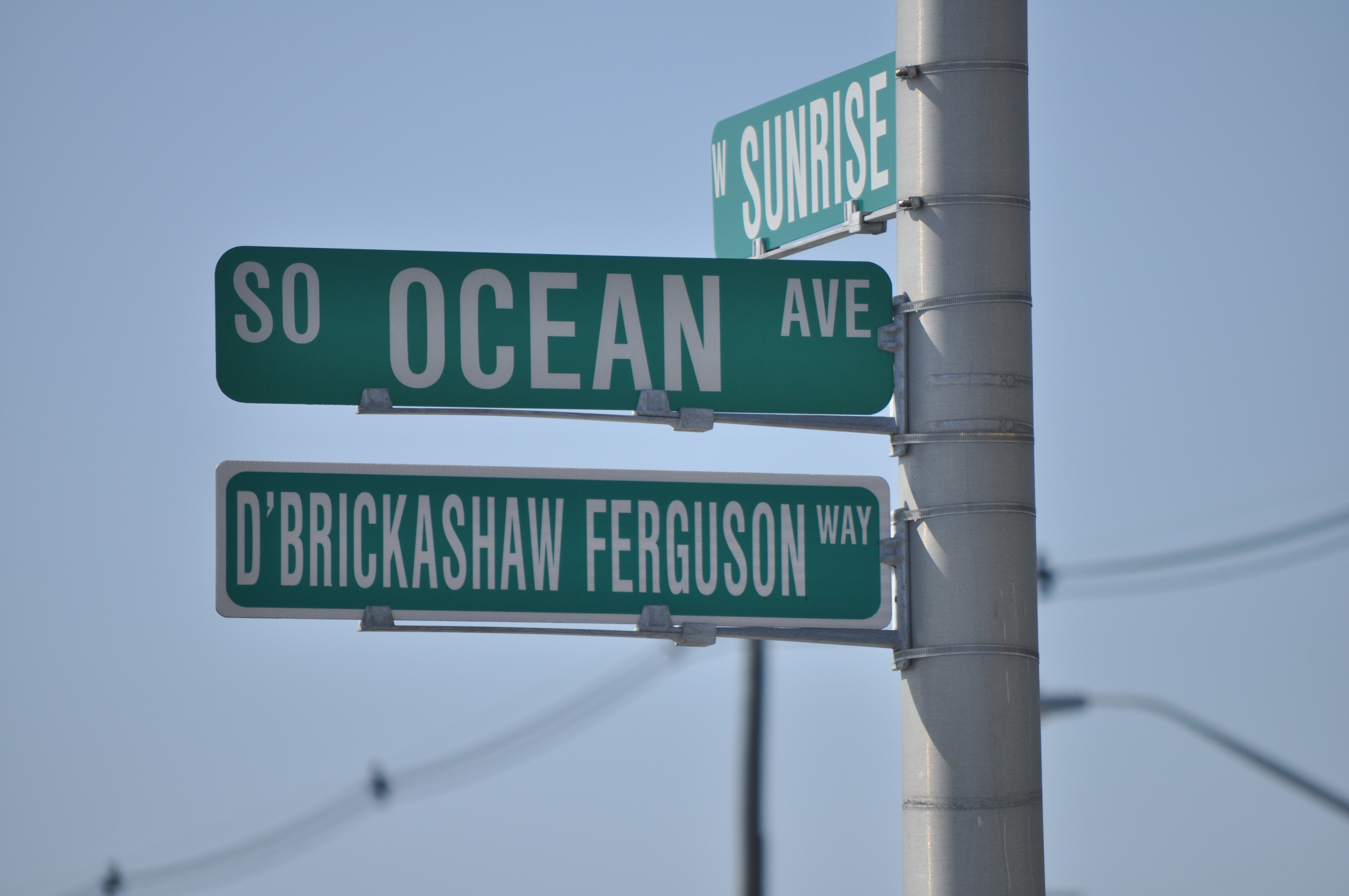
D'Brickashaw Ferguson Way.